# Antonio Montiel (pintor)
Antonio Montiel González (Antequera, Málaga, 30 de agosto de 1964) es un pintor español.

## Biografía
Es el segundo hijo de cuatro, del matrimonio compuesto por Antonio Montiel Podadera, natural de Almogía Málaga y María González González, natural de Villanueva de La Concepción Málaga.
Sus padres por entonces, residían en Madrid, y allí creció hasta la edad de seis años, cuando el matrimonio decide fijar su residencia definitiva en Málaga.
Nació en Antequera por circunstancias, ya que su madre pasaba las vacaciones en su pueblo de origen, cuando ocurrió su nacimiento, por lo que fue trasladada a Antequera por cercanía.
Desde su infancia tuvo vocación por la pintura, y tras descubrir a través de una revista el rostro de la artista Marisol en su portada, es tal el entusiasmo por pintarla, que desde muy niño, la convierte en su musa. En la revista, se muestra una Marisol ya crecida y convertida en Pepa Flores, el niño Montiel, repite y repite este rostro que le fascina, una y otra vez, hasta conseguir que sus familiares y amigos se asombren, sobre todo su madre, que para el pintor siempre fue la persona más importante de su vida. La artista Pepa Flores su Musa a lo largo de su trayectoria profesional, la ha pintado en numerosas ocasiones.
En 1974, ingresa en la Escuela de Artes y Oficios “Antonio Cañete” de Málaga, la misma que formara, al gran pintor Pablo Picasso. Es el momento en que decide presentarse a varios concursos de pinturas infantiles y juveniles, ganando siempre los primeros premios.
Terminada su formación y tras pasar un corto periodo de tiempo como profesor en la Academia de Arte Miguel Ángel de Málaga, ejerció como profesor particular y con solo dieciocho años marcha a Madrid, donde instala su residencia.
Después de sentirse atraído por el realismo poco a poco fue cambiando, pasando por el Simbolismo o el Impresionismo alemán Edvard Munch. Velázquez, es el pintor del que más influencia ha recibido.
De sus comienzos se encuentra obras como bodegones y paisajes, su extensa obra destaca en Arte sacro y retratos.
2019 Antonio Montiel encarna al Rey Fernando II de Aragón. 
El 25 de agosto, coincidiendo con el final de la feria,la ciudad de Málaga, España,celebró la llamada “Cabalgata Histórica.” Este año han sido 212 personas las que han participado representando la rendición de la ciudad. El jefe del bando árabe Alí Dordux Toma de Málaga (1487) entrega al Rey Fernando acompañado de su Esposa la Reina Isabel I de Castilla las llaves de la ciudad. La Asociación Cultural Zegrí  pidió al pintor Antonio Montiel, que este año fuese el encargado de dar vida al Rey. Después de recibir las llaves y de ondear las banderolas y gallardetes, Antonio Montiel en el papel del Rey Fernando, emprendió  junto a todos los figurantes y el gran público congregado, un recorrido por las calles del centro. Le acompañaba la Banda de Música de Jesús Nazareno de Almogía.
- 2019 Antonio Montiel presentó el 4 de octubre en el Palacio de Buenavista (Madrid) , sede del Cuartel General del Ejército de Tierra (España), ante el jefe del Estado Mayor del Ejército, general Francisco Javier Varela Salas y miembros del ejército, un cuadro con la imagen de S.M. el Rey Felipe VI.

Antonio Montiel es jurado en los “Premios Ejército” desde 2016
El cuadro representa a Su Majestad con el uniforme del Ejército de Tierra. 
A principios de 2018 fue recibido por el Rey en el Palacio de La Zarzuela para tomar apuntes y una colección de casi 400 fotografías, a partir de las cuales se ha creado el retrato.

## Obras
Entre sus numerosos retratos se encuentran.
En Arte Sacro, obras como
- 1984 Cristo I. Óleo sobre lienzo.
- 1987 Nazareno de Almogía”. Hermandad de Jesús Nazareno de Almogía.
- 1992Dolorosa Hermandad del Sepulcro (Málaga) para la que posara la gran artista sevillana Juanita Reina
- 1995El Cautivo Estandarte. Cofradía del Cautivo (Málaga).
- 2001Jesús Rey de los Judíos Cartel del 50 aniversario  El Paso de Riogordo
- 2004Cristo de las Aguas. Patrón de Antequera. Málaga.
- Excmo. Ayuntamiento de Antequera. Cartel para la presentación del cristo como patrón de Antequera. Óleo sobre lienzo.
- Virgen de Consolación y de las LágrimasArchicofradía de la Sangre (Málaga)
- 2005 “Jesús del Prendimiento” Hermandad del Prendimiento  (Málaga).
- Cristo de la Salud. Hermandad de la Salud (Málaga).
- Cartel anunciador de la Semana Santa de Alhaurín de la Torre  Real Hermandad de Nuestro Padre Jesús Nazareno del Paso Y María Santísima de los Dolores.
- 2006Santísimo Cristo coronado de espinas (Autorretrato) Cartel de la Semana Santa de Málaga. Hermandad de los Estudiantes (Málaga).
- Nazareno de Nerja Cofradía de Nuestro Padre Jesús Nazareno y María Santísima de los Dolores de Nerja.
- Virgen del Gran Perdón Hermandad del Prendimiento (Málaga).
- 2007 El Cautivo. Cartel para la  Cofradía del Cautivo (Málaga). Óleo sobre lienzo.
- 2010Cristo de Ánimas y Ciegos Hermandad de Fusionadas Málaga. Reales Cofradías Fusionadas.
- 1911Cristo portando la Cruz Cofradía de Jesús "El Rico" (Málaga).
- Jesús en su entrada a Jerusalén Cofradía de la Pollinica (Málaga).
- Virgen de la Alegría  “Hermandad Romera de Nuestra Señora de la Alegría” (Málaga) Cartel XXV aniversario.[7]
- 1913Virgen de Zamarrilla Hermandad de Zamarrilla (Málaga)
- Virgen del Rocío (Novia de Málaga) Obra subastada a beneficio CUDECA y Proyecto Hombre.
- 1914Virgen del Rocío Cartel XXV aniversario de la “Real, Ilustre y Venerable Hermandad del Rocío La Caleta” (Málaga).
- Virgen de La Montaña Cartel Feria de Villamartín (Cádiz)
- 2016Santísima Virgen de la Cabeza Real Hermandad de la Santísima Virgen de la Cabeza (Málaga).
- Misericordia Reina de los Mártires Iglesia de los Santos Mártires (Málaga).
- Nuestra Señora del Carmen  Asociación Ntra. Sra. Del Carmen Patrona de los Submarinistas Malagueños.
- 2017Virgen del Rosario Hermandad Ntra. Sra. del Rosario, Patrona de El Palo (Málaga)
- Ntra. Sra. De la Cruz Patrona de Benalmádena (Málaga)[8]
- Virgen de Los Remedios de Ubrique[9]
- 2018 El Señor del Mayor Dolor Homenaje a La Legión, Legión Española, cartel de la Semana Santa de Antequera.[10]
- Virgen Dolores Coronada y Soledad.(Málaga)Real Hermandad de Nazarenos y María Stma. De los Dolores Coronada de la localidad malagueña deAlora[11]
- Ntra. Sra. Del CarmenPatrona de los marineros Fuengirola (Málaga)[12]
- 2019 Nuestro Padre Jesús NazarenoCartel de la Semana Santa de Marbella.[13]
- Cristo de la Expiración Archicofradía de la Expiración (Málaga)[14]
- Cartel de la Romería de San Isidro de Almogia y del centenario del Carmen de Rincón de la Victoria[15]
- Retrato de la Virgen de El Carmen de la Hermandad de El Palo (Málaga) .Cartel de la festividad 2019 de la Hermandad de La Virgen del Carmen de El Palo.[16][17]
- 2020Retrato de Nuestro Padre Jesús Nazareno de Almogía para su Semana Santa de 2020.[18]
- 2021  Cartel conmemorativo de la Hermandad de los Dolores Coronada de Álora.[19]

## Retratos
- 1994 Comandante Fidel Castro. Pintura al pastel

- 1997   Marisol con mantilla. Pintura al óleo Óleo sobre lienzo, para la  “Asociación Pro-Tradiciones malagueñas La Coracha

- 1997 S.M. La Reina Sofía Sofía de Grecia Reina de España Óleo sobre lienzo.

- 2002  S.M. La Reina Isabel II de Inglaterra Isabel II del Reino Unido Óleo sobre lienzo.

- 2019   Adelaida de la Calle” Anterior rectora de la Universidad de Málaga.[20]

## Exposiciones
- 1978  Antonio Montiel Málaga, Sala El Liceo, hoy, Sala María Cristina

- 1991 Antonio Montiel Exposición itinerante Mujeres 10 en tres dimensiones comenzando por la Galería Porticus Málaga, continuando por Marbella, Madrid, Barcelona.2

- 1995  Antonio Montiel La galería de arte Nova de Málaga presentó, por primera vez, una exposición con carácter cronológico de su trayectoria. Una retrospectiva desde el 1.978 hasta 1.995.

- 2000 Antología en el Castillo de Bezmiliana, Rincón de la Victoria, Málaga, España

- 2014  Exposición Arte Sacro y Retratos que realiza una vez más en el Castillo de Bezmiliana de la localidad malagueña de Rincón de la Victoria.

- 2017  Exposición  Homenaje a Antequera Del 1 de diciembre de 2017 al 6 de enero de 2018. Una muestra de 26 cuadros en la sala de exposiciones del Ayuntamiento de esta ciudad, que a partir de esta exposición pasó a llevar el nombre del artista.[1]

## Premios
- 1999 Malagueño Del año. Asociación Malagueña de Escritores. 2

- 2002 Hijo Ilustre de Villanueva de la Concepción

- 2007 Recibe uno de los más grandes reconocimientos malagueños que concede anualmente la Asociación Cultural “Málaga Siglo XXI” , la de “Malagueño del Siglo XXI”.3

- 2015 Hijo Predilecto de Antequera.[21]

- 2018 Hijo Adoptivo de Almogía, Málaga.[22]

- 2019 Recibe el "Galardón Especial" de la "Asociación de Comerciantes y Empresarios de Rincón de la Victoria (ACERV) en su XXI Gala, celebrada el 30 de noviembre. Le entrega el trofeo,el presidente de la Diputación Provincial y alcalde del municipio D. Francisco Salado.[23]